# Cylindromyia cylindrica
Cylindromyia cylindrica är en tvåvingeart som först beskrevs av Fabricius 1805.  Cylindromyia cylindrica ingår i släktet Cylindromyia och familjen parasitflugor.
Artens utbredningsområde är Österrike. Inga underarter finns listade i Catalogue of Life.